# 最小能量控制
最小能量控制（minimum energy control）是控制理论中的一種最佳控制，是指讓控制系統以最小能量到達理想狀態的控制{\displaystyle u(t)}，而能量會用控制向量的轉置和控制向量的內積{\displaystyle u^{*}(t)u(t)}來表示。

## 線性非時變系統的最小能量控制
令線性非時變（LTI）系統為
{\displaystyle {\dot {\mathbf {x} }}(t)=A\mathbf {x} (t)+B\mathbf {u} (t)}
{\displaystyle \mathbf {y} (t)=C\mathbf {x} (t)+D\mathbf {u} (t)}
其初始條件{\displaystyle x(t_{0})=x_{0}}。可以找到輸入{\displaystyle u(t)}使得系統在時間{\displaystyle t_{1}}的狀態為{\displaystyle x_{1}}，而且任何其他也可以讓系統在時間{\displaystyle t_{1}}的的狀態推進到{\displaystyle x_{1}}的輸入 {\displaystyle {\bar {u}}(t)}，其需要的能量都會比最小能量控制的能量要大。
{\displaystyle \int _{t_{0}}^{t_{1}}{\bar {u}}^{*}(t){\bar {u}}(t)dt\ \geq \ \int _{t_{0}}^{t_{1}}u^{*}(t)u(t)dt.}
要找到此一控制輸入，先計算可控制性格拉姆矩阵
{\displaystyle W_{c}(t)=\int _{t_{0}}^{t}e^{A(t-\tau )}BB^{*}e^{A^{*}(t-\tau )}d\tau .}
假設{\displaystyle W_{c}}為非奇異矩陣（若且唯若系統有可控制性），最小能量控制為
{\displaystyle u(t)=-B^{*}e^{A^{*}(t_{1}-t)}W_{c}^{-1}(t_{1})[e^{A(t_{1}-t_{0})}x_{0}-x_{1}].}
代入其解中
{\displaystyle x(t)=e^{A(t-t_{0})}x_{0}+\int _{t_{0}}^{t}e^{A(t-\tau )}Bu(\tau )d\tau }
可以驗證系統在時間{\displaystyle t_{1}}時的狀態為{\displaystyle x_{1}}。

## 外部連結
- Jerzy Klamka. . Springer International Publishing. 2018. ISBN 9783319925400.